# パトリオットミサイル

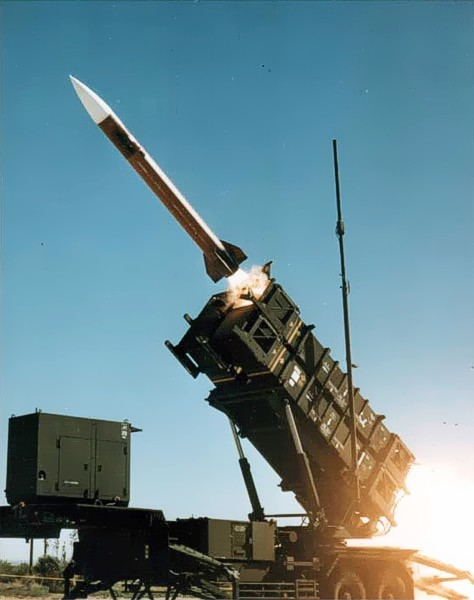
パトリオットミサイル発射の瞬間

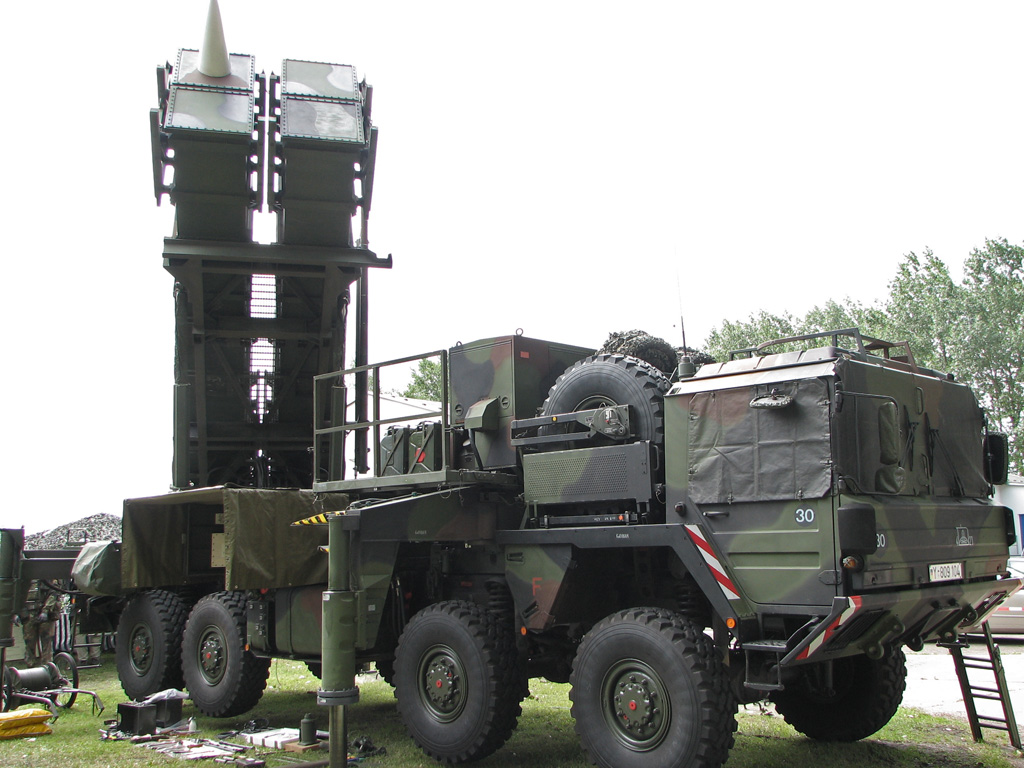
ドイツ空軍のパトリオット発射機

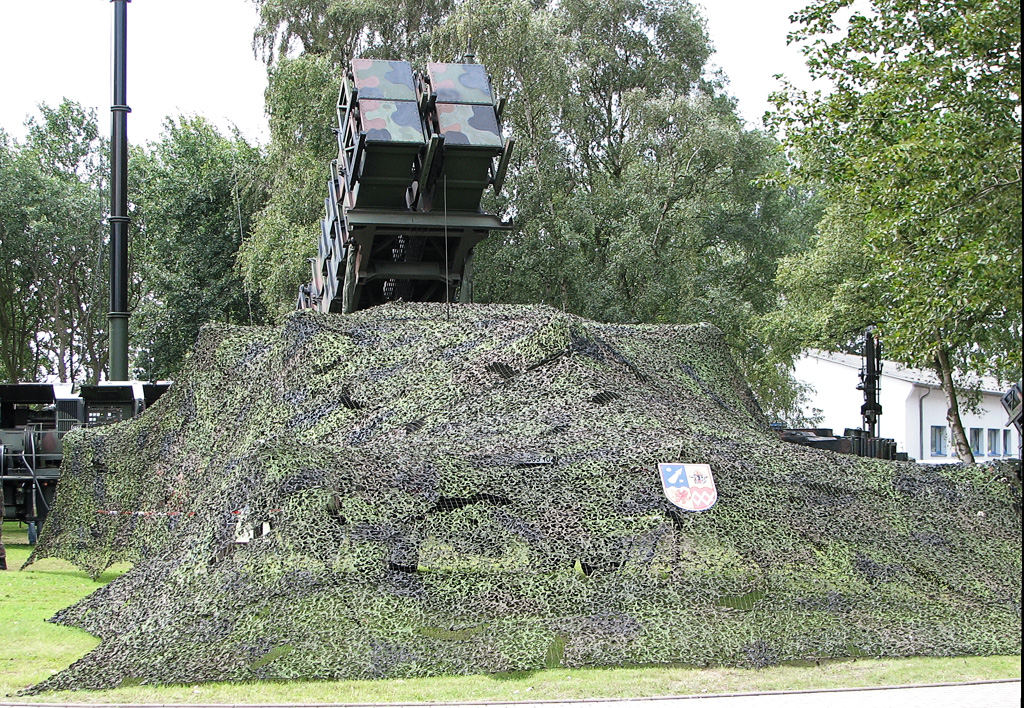
擬装したドイツ空軍の発射機

パトリオットミサイル（英語: MIM-104 Patriot、MIM-104 パトリオット）は、アメリカ合衆国のレイセオン社がMIM-14 ナイキ・ハーキュリーズの後継としてアメリカ陸軍向けに開発した広域防空用の地対空ミサイルシステムである。世界で最も先進的なミサイル防衛システムのひとつで、米国のほか、日本を含む同盟国など世界18ヵ国以上で運用されている。
「MIM-104」はミサイルの形式名称、「Patriot」はその愛称で、「Phased array Tracking Radar to Intercept on Target」（直訳：目標物迎撃用追跡位相配列レーダー）のバクロニムであるとされる。
日本のマスコミは一般的に「パトリオット」として報じているが、日本国政府や航空自衛隊の公式表記は、「ペトリオット」であり 、より英語発音に近似した表記となっている。
パトリオットミサイルは厳密にはミサイルそのものを指すが、付帯するミサイル発射システムを含めてパトリオットミサイルと呼ぶ場合もあるため、本項では発射システムを含めて解説する。

## 来歴
パトリオットの開発は、ナイキ・ハーキュリーズとホークの後継として、1961年にアメリカ陸軍により着手された。AADS−70(Army Air Defense System for the 1970s  ）と命名された計画は、航空機はもちろん弾道ミサイルにも対処する野心的なものであった。
1964年10月、SAM-D(Surface-to-Air missile, Development)と改称され、1967年にレイセオン社が開発業者として選定された。
1974年1月、国防総省は技術的・財政的な問題から計画を全面的に見直し、弾道ミサイル対処能力付与の見送り・誘導方式としてミサイル経由追尾の採用などの変更がなされた。変更されたSAM-Dは1976年2月に技術開発を開始、1976年5月21日にPATRIOTと改称された。
1980年に本格的な生産を開始し、1982年5月にはアメリカ陸軍で最初の運用部隊が編成された。

## 発射システム概要
パトリオットミサイル発射システムはトレーラー移動式のシステムであり、車両が自走して野外に発射サイトを設営後、射撃体勢が整う。
アメリカ陸軍の編成では、高射大隊は指揮所運用中隊、整備補給中隊および4-6個の高射中隊で編成され、1個高射中隊（1ユニット）は射撃管制車輌、レーダー車輌、アンテナ車輌、情報調整車輌、無線中継車輌、最大で8輌のミサイル発射機トレーラー、電源車輌、再装填装置付運搬車輌、整備車輌という10台以上の車両により構成される。
ナイキの発射システムよりも省力化が図られている。交戦時に人員が配置されるのは射撃管制車だけで、無人となったレーダーや発射機等は射撃管制車からの遠隔操作によって制御される。

## 発射システム詳細
システムは複数の機材から構成されており、有線・無線によるインターフェースにより連動している。

### レーダー装置

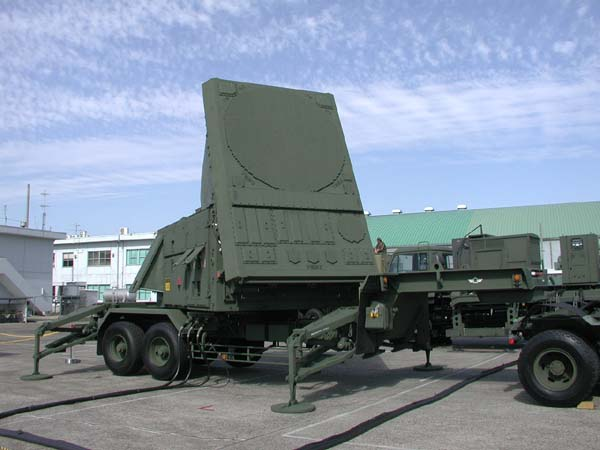
航空自衛隊のAN/MPQ-53フェーズドアレイレーダー

レーダー装置（Radar Set、RS）の形式名称はAN/MPQ-53（Config.2形態以前）またはAN/MPQ-65（Config.3形態以降）である。
円形に配置された5161個の送受信素子で構成される、フェーズドアレイレーダーを搭載し、 敵味方識別機能(IFF)、電子妨害排除機能(ECCM)、ミサイル誘導機能(TVM)を備えている。１台で、探索、目標識別、追跡、および破壊までを行える。AN/MPQ-53/65のいずれもパッシブ式アンテナを採用していたが、2017年に配備が開始されたAN/MPQ-65Aでは窒化ガリウム素子を使用したアクティブ式アンテナに変更された。これにより弾道ミサイルや高速で飛行する巡航ミサイルの補足能力を含む、全体の性能が向上した。
使用される周波数はC-Band帯で、周波数をランダムに変化させ電波妨害・探知に対抗する。
アンテナ面から120度の探知覆域があり、航空機なら170 km、弾道ミサイルなら100 kmの距離で探知できる。同時に125個の目標を追尾できると言われている。戦闘指揮車(ECS)とケーブルで繋がれている。

1高射中隊当たり1台のRSが配備される。レーダー作動中は人体への電波障害防止のため無人で運用され、前方120m以内への立ち入りも禁止される。

### 射撃管制装置

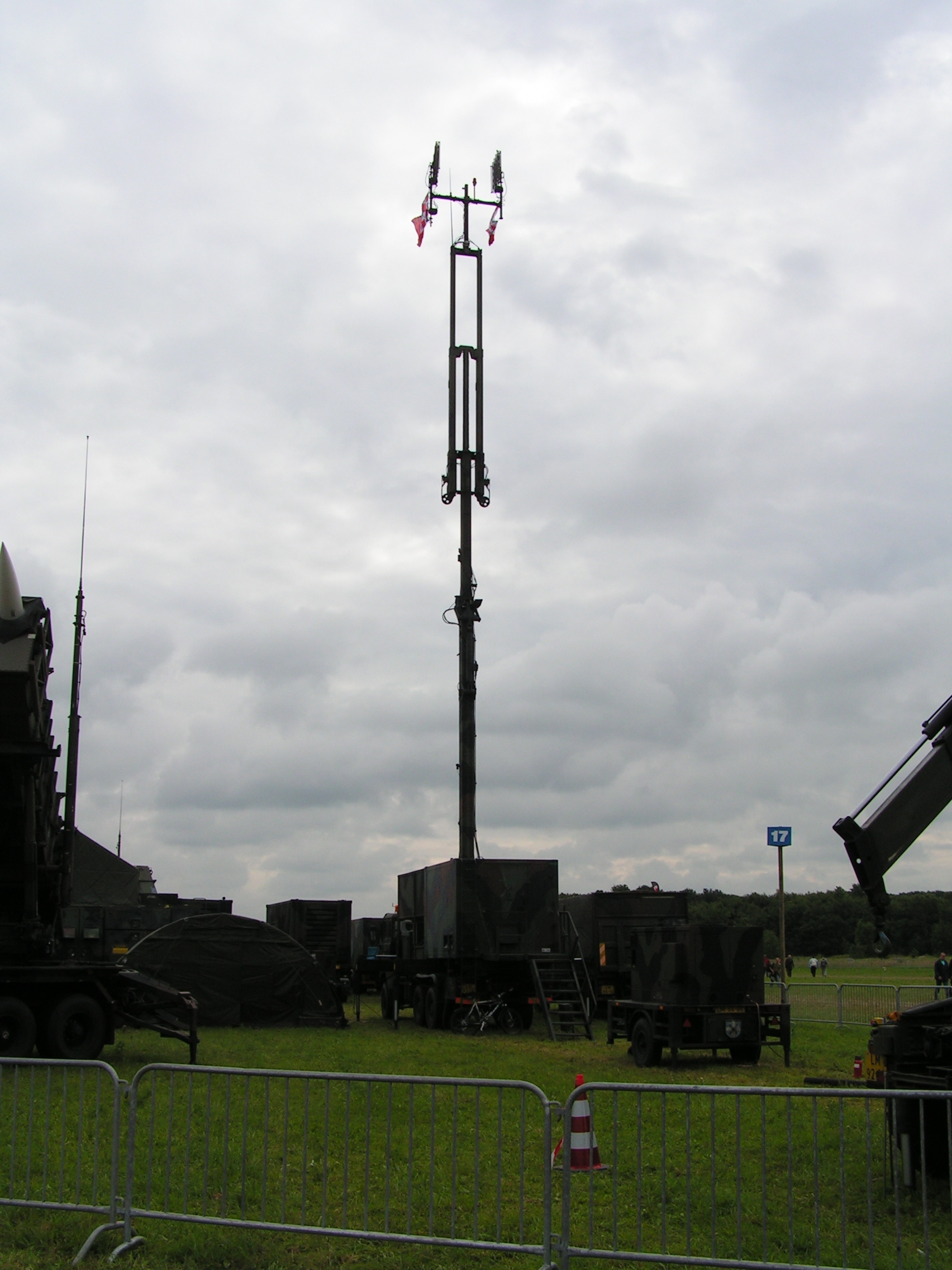
AN/MSQ-104

射撃管制装置（Engagement Control Station, ECS）の形式名称はAN/MSQ-104（Config.2形態以前）またはAN/MSQ-132（Config.3形態以降）である。
システム全体の神経中枢で、高射司令官・操作員・電子整備員の3名が乗務する唯一の有人車両。RSで得た情報をもとに捜索・追跡・識別を行い、迎撃ミサイル発射を操作する。交戦は全自動、半自動、手動モードを選択できる。
主要な機器は新型兵器管制コンピュータ（Enhanced Weapons Control Computer, EWCC）、発射機間通信リンク・ターミナル（Data Link Terminal Upgrade, DLU）、UHF通信機（UHF Digital Data Link, DDL）、UHF通信ルーティング・インターフェース装置（Routing Logic Radio Interface Unit Upgrade, RLRIU-U）、2人分の操作コンソール（Man Station, MS）である。
米軍はM927 5tカーゴトラック、または軽中型戦術車両（Light Medium Tactical Vehicle, LMTV）カーゴトラックの荷台に搭載された状態で、航空自衛隊では73式大型トラックを改修したもので運用する。
1高射中隊に1台が配備され、最大16台の発射機を接続、同時に8台の制御が可能。発射機との通信はVHF無線または光ファイバーによって行われる。RSとは有線でインターフェイスする。

### 無線中継装置
無線中継装置（Communication Relay Group、CRG）の形式名称はAN/MRC-137（Config.2形態以前）またはAN/MRC-147（Config.3形態以降）である。ECS-ICC間の通信でUHF無線の見通しが取れない場合、CRGを間に挟んで通信を中継する。ECS-ICC間の通信はPADIL（PATRIOT AIR DEFENCE INFORMATION LANGUAGE）というフォーマットで行われており、音声・データ（航跡情報など）が多重化されている。なお、日本では山岳地であることを考慮して、有線接続にてECS-ICC間の通信ができるよう独自改修が行われている（後述）。

### アンテナ・マスト
アンテナ・マスト・グループ（Antenna Mast Group、AMG）の形式名称はOE-349/MRCである。ECS、ICCおよびCRGはそれ単体ではUHF無線通信が行えない。AMGはいわば外付けのUHFアンテナであり、それぞれに接続されて運用される。

### 発射機

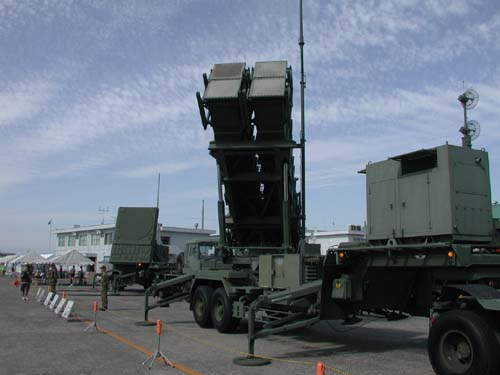
航空自衛隊のM901発射機

発射機（Launching Station, LS）の形式名称はM901である。
キャニスター（ミサイルコンテナ）を最大4基装備。キャニスター内には、M901発射機では最大4発のミサイル（STD弾、PAC-2弾、SOJC弾、GEM弾から選択）、M902発射機では最大16発のPAC-3弾を搭載する（M902発射機にSTD弾、PAC-2弾、SOJC弾、GEM弾は搭載できるが、PAC-3弾との混載は不可）。ECSとの間は、無線(米国ではSINCGARSの規格による無線機。日本では、自衛隊の仕様に沿った無線機）または光ファイバーを介したデータリンク装置で接続する。15 kW-400 Hz発電機を1基持つ。
1パトリオット中隊は5-8基の発射機を運用する。LSは専用の発電機（ディーゼルエンジン式発動発電機）を搭載している。

### 発電機
発電機（EPP:Electric Power Plant)の形式名称はAN/MSQ-24またはAN/MJQ-20である。
M977 HEMTTに150kWのディーゼルエンジン発電機を2基搭載し、過熱防止のため交互に運転し、RSとECS、AMG（ECSを介して間接的に）に電力を供給する。380Lの燃料タンクも2個取り付けられており、燃料タンクが満タンの場合、8時間以上の稼働が可能。
航空自衛隊仕様は、日本国内開発のガスタービン発電装置に改良されている。

### 情報調整装置
情報調整装置（Information Coordination Central、ICC）の形式名称はAN/MSQ-116（Config.2形態以前）またはAN/MSQ-133（Config.3形態以降）である。
高射中隊ECSを統制する大隊射撃指揮所。1高射群（BN：Battalion）に1台のICCが配備され、最大6台のECS（6個中隊）を指揮するほか、上位防空組織や隣接するペトリオット大隊、早期警戒管制機との連絡・調整機能も有する（日本ではさらに自動警戒管制システム（JADGE）との連接が可能）。ECSと外観はほぼ同様であり、2名のオペレーター（指揮官）が乗務する。ECSとはUHF無線によってインターフェースする。

### 通信系統
- ECS-ECS、ECS-ICC間（音声および航跡情報など）
  - UHF通信用無線機を用いたデジタルデータリンク（PADIL）により、航跡情報などの通信を行う。また、音声通信の回線も有する。通信の中継を行う場合は無線中継装置によって行う。PADILは1回線あたり31 kbpsの通信容量を持ち、RLRIU-Uは4系統のPADIL回線を同時に通信処理できる。また、通信はTCP/IPのようにルーティングされて伝達されるよう設計されており、一部経路で通信障害が発生していてもデータリンクを確実に確立できるよう配慮されている。なお、UHF無線機はECSおよびICCには3台、CRGには4台搭載されている。
- ECS-LS間（発射指令）
  - VHF無線または光ファイバーを用いたDLUにより、デジタル通信で発射指令・ミサイルステータスなどを送受信する。
- ICC-上位部隊間（音声および航跡情報など）
  - TADIL-A（音声）、TADIL-B（航跡情報）、TADIL-J（航跡情報）により上位部隊との連接が可能である。なお、日本のパトリオットでは、自動警戒管制システム（BADGE）との連接を有線で行うためのデータモデムが搭載されている。ただし、BAGDEとの連接はPAC-3/Config.2形態までの機能であり、新自動警戒管制システム（JADGE）の運用開始に伴ってデータモデムの使用を止め、専用の有線光インターフェース（100BASE-FXをベースにした イーサネット）が随時追加改修されている。これは後述のPAC-3/Config.3形態およびConfig.2形態に対して行われている。なお、この有線通信にあたっては、日本中に張り巡らされた既設回線網を使用する。

## 地上装置の形態推移
開発当初は1990年代の航空脅威に対処する性能とされていたが、経年による脅威変化などに対応するため、各種の改良が施されている。

### BASIC形態
配備当初の形態。

### PAC-1形態
PAC-1形態は、初期型のECCM（敵の電子妨害に対抗する装置）やソフトウェアなどを改修したものである。

### PAC-2形態
PAC-2形態は、弾道ミサイルの迎撃任務に対応して弾頭の破壊力などを向上したものである。
湾岸戦争で使用され、イスラエルやサウジアラビアへ発射されたスカッドミサイルを迎撃した。それぞれの迎撃率は、アメリカ軍の発表によればサウジアラビアで70%、イスラエルで40%であるが、実際にはこれよりも低い確率だったのではないかと見られている。これはPAC-2ミサイル（MIM-104C）が爆発で飛散する破片によって目標を破壊する方式であったため、弾道ミサイルに命中しても弾頭の機能を無力化できずに被害が出る場合があったことによる。また、現地時間の夜間にPAC-2によるスカッドミサイル迎撃の様子を日本のテレビ向けに撮影していた際、スカッドミサイルを迎撃する為に発射したPAC-2弾頭が、発射した数秒後に誤作動で爆発し、残った一部が火の玉のようになって民間人の居住地域に落下してしまい、その地点の周囲の住民と家屋に被害が出る映像が流された事もあった。

### QRP形態
湾岸戦争で実戦投入されたPAC-2に発見された不具合に対し、物理的・ソフトウェア的に応急的な対処を施した形態。主な変更点は、レーダー装置の不要放射を抑制するレーダーシュラウドの装着、GPSを利用した自動自己位置評定装置の搭載（RS, LS）による布置展開作業の自動化などである。

### PAC-3形態

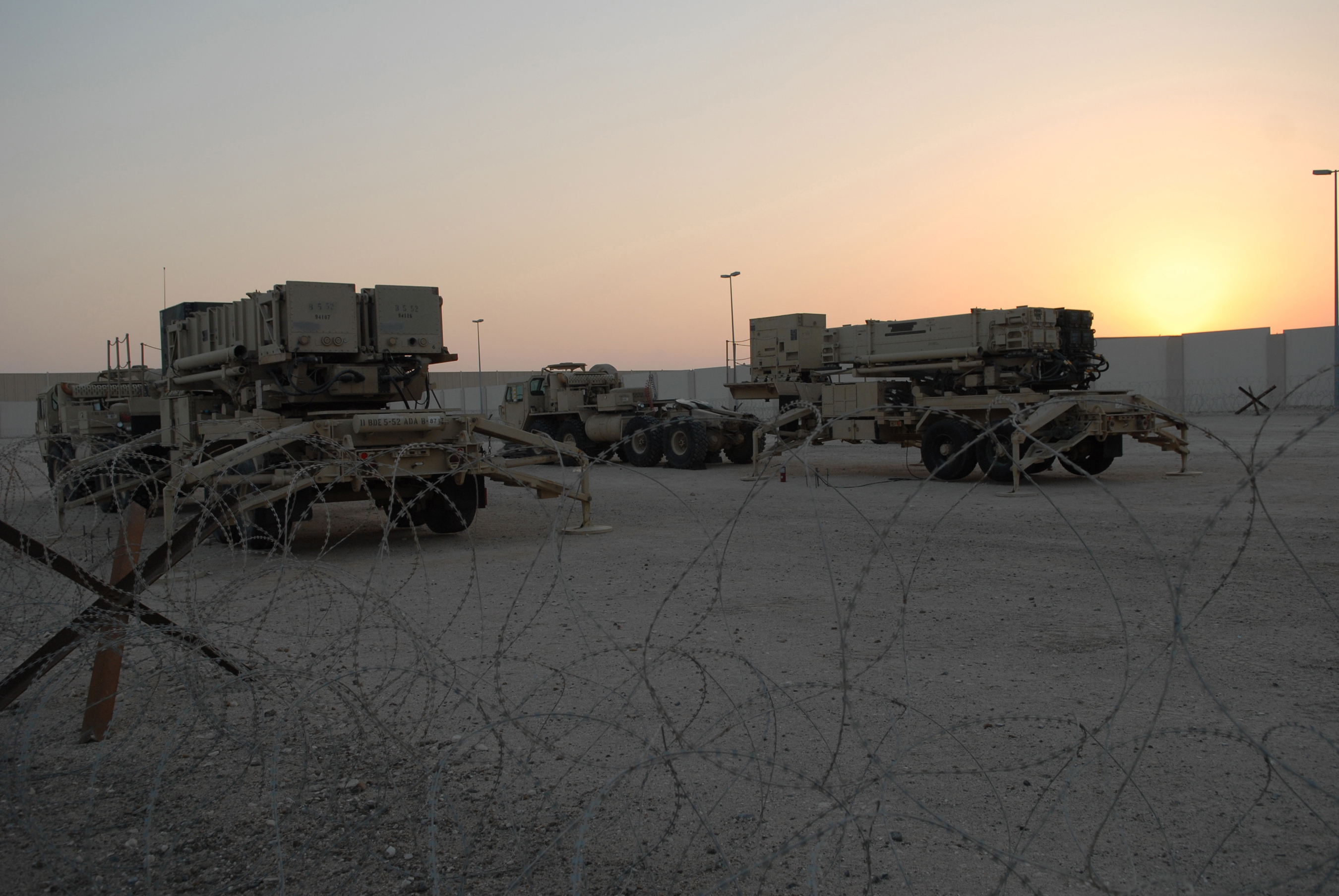
PAC-3弾を搭載するM902発射機（右）

弾道ミサイルへの対処能力を本格化するため、さらなる能力向上を図った形態。変更の内容は、PAC-3弾の採用、RSの目標識別・捜索能力の向上、通信能力の向上などである。PAC-3形態は最初から完成された状態で配備された訳ではなく、PAC-3/Config.1とよばれる形態から始まり、現在米国で配備されている最新のPAC-3/Config.3形態へと至っている。
ハードウェア的な改修項目としては、レーダー装置の目標識別計算装置の追加（DSP-5）や広帯域波形送受信・処理装置（Radar Enhancement Phase 3, REP-3, Classification Discrimination Improvement 3, CDI-3）の搭載、レーダー送信器の増幅用進行波管（TWT）の並列搭載化（Dual TWT）によるデューティーの向上（単純計算で平均送信出力が2倍となる）、また、ECSやICC、CRGでは新型のRLRIU-U（ICCにおいてはConfig.2形態においてもRLRLI-Uと呼称されていたが、中身は別物である）、新型通信多重化装置（Integrated Digital Opperator Control Station, IDOCS）、これに伴う通信能力の向上（Remote Launch, Communication Enhanced Upgrade, RL/CEU）などがある。特にRL/ECUによって発射機をより遠くへ設置できるようになり（リモートランチ機能、CRGに対してECSが有する発射機制御機能を搭載する事によりECSとLSの離隔距離が拡大）、弾道弾に対する防護範囲が向上している。
日本が地対空誘導弾パトリオットで導入（既存配備システムの改修）を進めているのはこの最新の形態である。なお、ミサイル自体の名称であるPAC-3と混同している文献があるが、地上装置（ECSなど）とミサイルは別の形態名称で呼ばれており、注意が必要である（単にPAC-3形態と言っても通用するが、正しくはPAC-3/Config.3形態である）。なお、Config.3へと形態が進化した際、RS、ECS、ICC、CRG、LSの形式名称が変更されているが、これは、それぞれが搭載する機材が能力向上に伴って大幅に変更されたためである。

## ミサイル詳細

### ミサイルの種類
初期型であるMIM-104Aがアメリカ軍に引き渡されたのは1984年からであるが、逐次近代化改修がされている。それらはPAC-1、PAC-2、PAC-3という3つの世代に大きく分けられることが多い。「PAC」は "Patriot Advanced Capability" の略である。
ナイキ・ハーキュリーズ・ミサイルに比べて射程の延伸、対ECM性（ECCM）やジャミング機構の向上、低高度目標撃墜能力の付与といった機能向上がなされている。
PAC-1
- STD（MIM-104A）弾：初期形態から採用されているミサイル。主に航空機対処用。
- SOJC（MIM-104B）弾：ジャミングを行う目標に対して対処するミサイル。

PAC-2
- PAC-2（MIM-104C）弾：弾頭のフラグメントを大型化するなど、弾道弾対処能力を強化したミサイル。
- GEM（MIM-104D）弾：シーカーの低雑音化など、目標への誘導性能を向上させたミサイル。
- GEM+（MIM-104E）弾：GEM弾のさらなる改良型。

PAC-3
- PAC-3弾：新たに設計されたミサイルで、サイドスラスタやリサリティ・エンハンサを搭載。主に弾道弾対処を行う直撃型ミサイルである（後述）。MIM-104シリーズとは異なるため、高い互換性は持ちながらも、ソフトウェアアップグレードなど、システムの改修が必要である（後述）。
- MSE弾：射程の延長と機動性が向上した改良型。

### GEM弾（MIN-104D)
GEM弾(Guidance Enhanced Missiles,誘導強化ミサイル） は、PAC-2の改良型。主にシーカーヘッドを低ノイズのものに交換し、レーダー断面積の小さい目標を探知するように、より高性能なシーカーを与えられたモデルである。PAC-2ミサイルの誘導性能などを向上し、航空機および巡航ミサイルなどへの対応能力が高められた。

### GEM＋弾（MIM-104E）
GEM＋弾は、GEM弾の改良型。特に低CRS目標や複雑な電子戦環境での迎撃能力が向上している。戦術弾道ミサイル迎撃用のGEM-Tおよび巡航ミサイル迎撃用のGEM-C、2つのモデルが製造されている。レーダーシーカーとソフトウェアの高度化のほか、電子対抗策への耐性が向上している。

### PAC-3弾
PAC-2ミサイルの進化型で、従来の航空機や巡航ミサイルの迎撃ではなく、特に弾道ミサイル防衛を主目的としている。

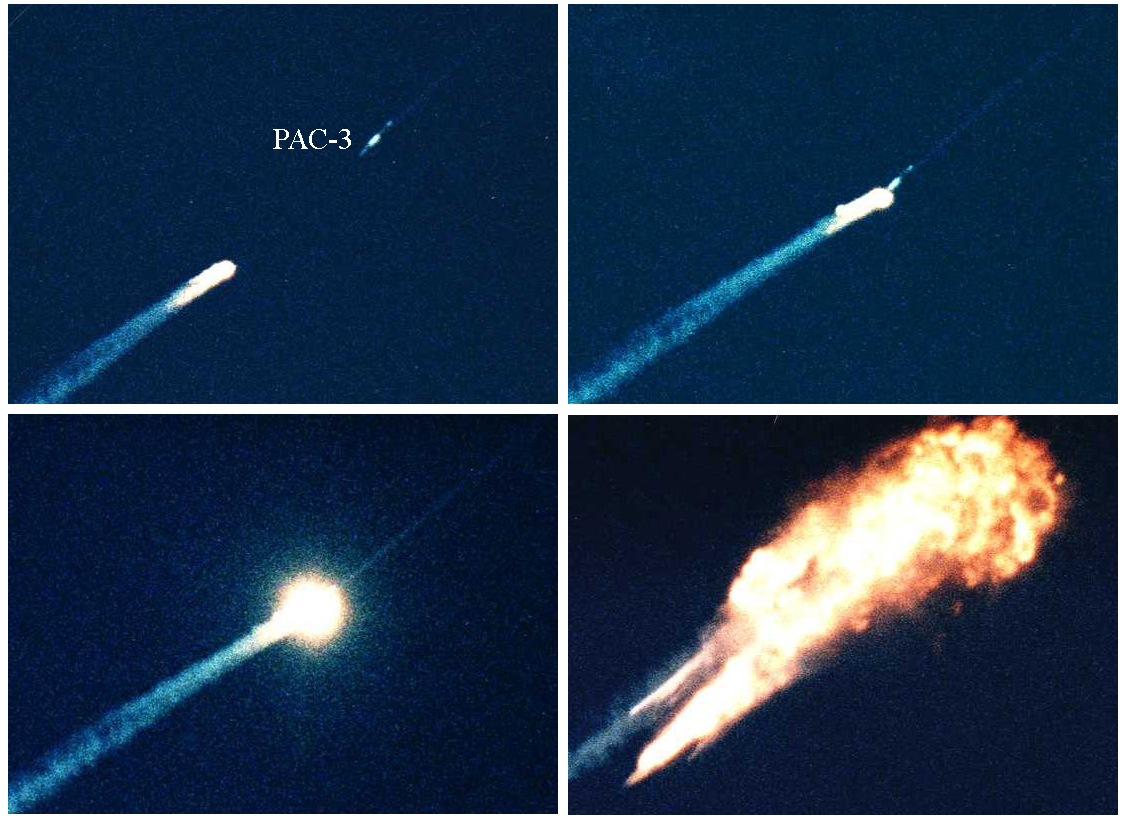
PAC-3の弾道ミサイルへの直撃。煙を引いているのはACMの噴煙。この図では右上の物体がPAC-3となっているが、誤りであり、左下から上昇してくる物体がPAC-3である

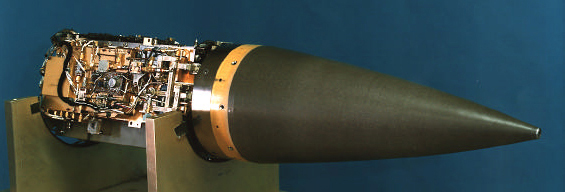
PAC-3弾のシーカー・誘導部

対弾道ミサイルとして開発がほぼ終わっていたERINTミサイル（Extended Range Interceptor Missile）を既に発射機として実績があったパトリオットの発射システムに載せたのがPAC-3である。
PAC-3弾はPAC-2シリーズより直径が細く、1つの発射キャニスターに4発格納可能（PAC-2は1発）。これにより1基の発射機で最大で16発搭載でき、同時多目標対処能力が向上した。一方、小型化により対航空機への射程は半減した。　
弾道ミサイル対処時は、近接信管だけではなくヒット・トゥ・キル（Hit-to-kill）、つまりPAC-3弾の弾体全体を目標の弾道ミサイルに直接衝突させ、その運動エネルギーによって目標を粉砕破壊する方式が採用されている。また、動翼による姿勢制御だけではなく、ACM（Attitude Control Motors）と呼ばれるサイドスラスターを前部に装備しており、動翼での制御が効き難い高高度での機動性を高めている。最終誘導はKaバンドのアクティブ・レーダー・シーカーにより行われる。
航空機や空対地ミサイル、巡航ミサイルの対処時は、リサリティ・エンハンサ（Letheality enhancer,致死性強化装置）を使用しする。直撃寸前時に弾体の胴径方向に低速で225グラムの金属ペレット24個を放出し、見かけ上のミサイル胴径を増加させて対処能力を向上させたもので、従来の破砕飛散型弾頭とは根本的に設計思想が異なっている。
PAC-3は、航空機や空対地ミサイルに対する対処時の射程のみ従来のPAC-2シリーズに譲るものの（目標撃破能力は同等とされる）、弾道ミサイル対処能力を併せ持つ複合型防空システムにパトリオット・システムを生まれ変わらせた。
PAC-3弾の性能向上型として、MSE（Missile Segment Enhancement：ミサイル部分強化型）が開発された。これは、ロケットモーターと操舵フィンを変更することで、最大50%の射程の延長と機動性の向上を目指したもので、2011年5月には発射実験に成功、2012年12月には迎撃実験に成功している。なお、PAC-3MSE弾は弾体が従来のPAC-3弾と比較して大型化されているため、1発射機当たりの最大搭載弾数は4発減少して12発となっている。
派生型として、射程延伸型PAC-3弾を用いた自走式野戦防空システムである中距離拡大防空システムがある。

### ミサイルの誘導
パトリオットでは（PAC-3弾以外は）TVM（Track Via Missile：ミサイル経由追尾）と呼ばれる誘導方式が採られている。これは、ミサイル発射後、RS（レーダー装置）からTVMレーダー波を目標へ照射し、その反射波をミサイルが捉えながら誘導を行う方式である。以下に概略を示す。
1. ミサイル発射後、RSから目標へTVM波を照射する。
2. ミサイルシーカーでTVM反射波を受信し、RSへダウンリンクする。
3. RSからの情報をECSで処理し、誘導計算を行って、RSからミサイルにアップリンクとして誘導情報を送信する。
4. 終末誘導では、目標からのTVM反射波を追ってミサイルは目標と会敵する。

TVM方式はECMへの対処を重点的に考えられた誘導方式であり、その内容は複雑である。コリレート・トラック、セミアクティブ・トラックとも呼ばれる。なお、PAC-3弾は自らのシーカーでレーダー波を出しつつ目標と会敵するため、TVM誘導は行われていない。

### 要目
開発レイセオン、ロッキード・マーティン共同
|              | MIM-104A                             | MIM-104D/E PAC-2                     | MIM-104F PAC-3                                                                            | MIM-104F PAC-3 MSE                                                                                  |
| ------------ | ------------------------------------ | ------------------------------------ | ----------------------------------------------------------------------------------------- | --------------------------------------------------------------------------------------------------- |
| 重量         | 907.2 kg (2,000 lb)                  | 900 kg (2,000 lb) (推定)             | 315 kg (694 lb)                                                                           | 不明                                                                                                |
| 全長         | 5.3 m (17 ft 5 in)                   | 5.8 m (19 ft) (推定)                 | 5.2 m (17 ft 1 in)                                                                        | 5.3 m (17 ft 5 in) (推定)                                                                           |
| 弾径         | 410 mm (16 in)                       | 410 mm (16 in) (推定)                | 255 mm (10 in)                                                                            | 290 mm (11 in) (推定)                                                                               |
| 翼幅         | 870 mm (34 in)                       | 920 mm (36 in) (推定)                | 不明                                                                                      | 不明                                                                                                |
| 誘導方式     | TVM                                  | TVM                                  | アクティブ・レーダー・ホーミング                                                          | アクティブ・レーダー・ホーミング                                                                    |
| 探索方式     | セミアクティブ・レーダー・ホーミング | セミアクティブ・レーダー・ホーミング | アクティブ・レーダー・シーカー                                                            | アクティブ・レーダー・シーカー                                                                      |
| 弾頭         | 高性能爆薬                           | 高性能爆薬                           | 高性能爆薬                                                                                | 高性能爆薬                                                                                          |
| 弾頭重量     | 91 kg (201 lb)                       | 84 kg (185 lb)                       | 8.2 kg (18 lb)                                                                            | 不明                                                                                                |
| 起爆         | 近接信管                             | 近接信管                             | 直撃                                                                                      | 直撃                                                                                                |
| エンジン     | 1段燃焼式ロケット+固形燃料           | 1段燃焼式ロケット+固形燃料           | 1段燃焼式ロケット+固形燃料                                                                | 1段燃焼式ロケット+固形燃料                                                                          |
| 最大到達高度 | 18,300 m (60,000 ft) (推定)          | 32,000 m (105,000 ft) (推定)         | - 航空目標: 24,000 m (79,000 ft) (推定) - 弾道ミサイル目標: 20,000 m (66,000 ft) (推定)   | 36,000 m (118,000 ft)                                                                               |
| 最大飛翔速度 | 1,190 m/sec                          | 1,190 m/sec                          | 不明                                                                                      | 不明                                                                                                |
| 最大迎撃半径 | 105 km (57 nmi; 65 mi) (推定)        | 160 km (86 nmi; 99 mi) (推定)        | - 航空目標: 70 km (38 nmi; 43 mi) (推定) - 弾道ミサイル目標: 20 km (11 nmi; 12 mi) (推定) | - 航空目標: 100 km (54 nmi; 62 mi) 以上 (推定) - 弾道ミサイル目標: 30 km (16 nmi; 19 mi)以上 (推定) |

### PAC-3ミサイル対応による地上装置のアップグレード
PAC-3弾の発射・制御などに対応するため、次に挙げる改修が地上装置側に行われる。射撃管制装置（ECS）搭載のソフトウェアの更新/PAC-3弾とのテレメトリを行うためのインターフェースであるFCS（火器管制システム）の追加/発射機に搭載されている制御装置であるLEM（発射機電子モジュール）をELES（能力向上型発射機電子モジュール）に更新した（これにより従来のPAC-2以前のミサイルを納められたキャニスター（発射筒）を電気的に接続するための誘導弾ケーブル（GMケーブル）に加え、PAC-3弾を4発納めたキャニスターを電気的に接続するためのGMケーブルを追加）。また、Config.2形態への改修時に追加された統合戦術情報伝達システム（Joint Tactical Information Distribution System, JTIDS）を使用し、LバンドのTDMA戦術データ・リンク・ネットワークであるリンク 16に接続して弾道弾の迎撃に必要な情報（キューイング情報など）が入手でき、また、ネットワークに対して情報を提供できるようになる。
また、更新されたソフトウェアによって「テイラード弾道ミサイル・サーチ機能」が追加された。これは、あらかじめ戦術ドクトリンに従い、弾道弾の発射予想点および防御すべき範囲を座標として入力し、また、弾道弾の射程などを指定する事により、ソフトウェアアルゴリズム側でレーダー装置（RS）の捜索ビーム方向やパルス幅を自動で最適な状態にすることで、弾道弾に対する捜索距離を従来ソフトウェアよりも向上させるものである（捜索リソースの最適化）。
パトリオット・ミサイルPAC-3のソフトウェア向上は現在も続いており、対レーダーミサイル、UAV、巡航ミサイルを識別できるようになっている。ただし、これはレーダーで取得した情報（反射強度や反射パターン）から直接的に目標の種別を識別するものではなく、オペレーターの操作による目標種別の手動変更、または飛翔パターンからのアルゴリズムによる推定である。

## 運用史

### 湾岸戦争
湾岸戦争以前は、弾道ミサイル防衛は戦争において実証されていない概念だった。砂漠の嵐作戦では、パトリオットは対空任務に加えて、イスラエルとサウジアラビアに向けて発射されたイラクのスカッドやアル・フセインの短距離弾道ミサイルの迎撃任務も与えられた。
パトリオットが初めて実戦使用されたのは1991年1月18日のことで、後にコンピュータの不具合であったことが判明したが、この時は実際にはサウジアラビアに向けてスカッドは発射されていなかった。
戦争中、パトリオットミサイルは40発以上の敵弾道ミサイルの迎撃を試みた。これらの迎撃の成功、特にそのうちの何発が本当の標的だったのかについては、いまだに議論の的となっている。戦後、マサチューセッツ工科大学（MIT）のセオドア・ポストール教授が推定される迎撃のビデオ分析を行った結果、実際に命中したスカッドはなかったことが示唆されている  
この分析には、サウジアラビアで撃墜されたスカッドミサイルの胴体の写真から、スカッドミサイルがサウジアラビアに向けて発射され、パトリオットミサイルの致死性向上装置の破片にまみれていたことが証明されたと主張するピーター・D・ジマーマンが異議を唱えている。

#### ダーランでの失敗
1991年2月25日、イラクのスカッド・ミサイルがサウジアラビアのダーランにあった兵舎を直撃し、米陸軍の兵士28人が死亡、98名が負傷した。
政府の調査により、ダーランでの迎撃失敗は、システムのコンピュータの丸め誤差であることが判明した。パトリオットミサイルシステムは時刻をコンピュータの内部時計から算出するため、起動後からの経過時間が長ければ長いほど、実際の時刻からのずれが大きくなる。事件当時、コンピュータの起動から 100 時間が経過しており、その時点で内部時計は約 1/3 秒ずれていた。スカッドミサイルがその時間内に約 500m移動できる程度にまで広がっていた。レーダーシステムはスカッドを探知、兵舎に辿り着く前に撃ち落とすべく、ミサイルを発射した。次に探すべき場所を予測した。しかし時刻誤差のためパトリオットミサイルのコンピュータが予測した空域にミサイルが現れず、追撃に失敗し、兵舎が攻撃された。
また事件2週間前の1991年2月11日、イスラエル人がシステムを８時間以上継続して使用すると、精度が低下することを発見、応急処置として再起動することを米陸軍とソフトウェア製造元のパトリオット・プロジェクト・オフィスに報告。これを受けてメーカーは改善したソフトの提供と、長時間継続使用しないことを通知していた。全ての情報が正しく伝わっており、再起動が行われていれば、この事故が防げた可能性もある。
事故の翌26日、メーカーは現地陸軍に改善されたソフトウェアを提供。その後も複数回にわたって改善が行われたほか、1991年6月から1992年1月には各種検査が行われた。

#### 成功率と精度
アメリカ陸軍は、パトリオットの迎撃成功率についてサウジアラビアで80％、イスラエルで50％を主張、その後70％と40％に修正した。しかし1991年2月15日、ジョージ・H・W・ブッシュ大統領はマサチューセッツ州アンドーバーにあるレイセオンのパトリオット製造工場でのスピーチで97以上の成功率を主張し、「42機のスカッドと交戦し、41機を迎撃した！」と宣言した 。イスラエルに比べてサウジアラビアの成功率が30％も向上した理由のひとつは、サウジアラビアの軍事目標は砂漠の中にあるため、パトリオットは死傷者を出さないために飛来するスカッドミサイルを砂漠の軍事目標から遠ざけ砂漠に着弾させるか、スカッドの弾頭を無力化したりするだけでよかったのに対し、イスラエルではスカッドは都市や民間人などを目標としたためミサイルそのものを破壊する必要があったためである。
1992年4月7日、マサチューセッツ工科大学のセオドア・ポストールとテルアビブ大学のルーヴェン・ペダツアは下院委員会で、「ビデオテープの独自分析によればパトリオットシステムの成功率は10％以下であり、ゼロになる可能性がある」と証言した。ポスドルはのちに、「パトリオットの有効性を評価した米国陸軍の分析が、データの選択的・恣意的な使用により損なわれている」と批判した。
一方、ハーバード・ケネディ・スクールのチャールズ・A・ズラケットと、米国政府とレイセオンが出資するシンクタンク、戦略国際問題研究所のピーター・D・ジマーマンは、イスラエルとサウジアラビアにおける成功率と精度の計算について証言し、ポストールの報告書の記述と方法論の多くを否定した 。ジマーマンによれば、戦争中のシステムの性能を分析する際には、用語の違いに注意することが重要である：
成功率(success rate) - 破壊されたスカッドの割合、あるいは無人の地域に逸れたスカッドの割合。
命中精度(accuracy) - 発射された全パトリオットのうち命中した割合
標準的な発射ドクトリンでは、飛来する敵ミサイル1発に大して、平均4発のパトリオットを続けて発射するリプル発射の方式をとっている（サウジアラビアでは平均3発のパトリオットが発射）。これは個々のミサイル命中精度に対する信頼度が低く、より高い成功率が数にとって達成されたことを示唆する。例えば、パトリオットの個別成功率が50％だとすると、2発なら75％、3発なら87.5％の確率で迎撃できる。このためミサイルを全発迎撃成功（成功率100％）しても、命中精度は低くなる。またイラクによるスカッドの再設計も迎撃成功率の低下につながった。イラクはスカッドを再設計し、弾頭の重量を減らして速度と射程距離を伸ばしたが、この変更によってミサイルが弱体化し、飛行中に空中分解することが多かった。このため、どの破片に弾頭が入っているのかが不明確となり、標的の数が増加ことになった。
ズラケットは正確な調査の難しさも指摘している、目標の迎撃を記録するのに必要な撮影機材（高速度撮影）が不足していたため、パトリオットシステムの運用員は各打ち上げを標準画質のビデオテープに記録したが、詳細な分析には不十分であった。また被害評価チームは、地上で発見されたスカッドの破片をビデオ撮影し、クレーター解析によって、破片が墜落する前に弾頭が破壊されたかどうかを判定した。
どちらの証言でも、問題の一部は対空システムとしての当初の設計に起因すると指摘している。パトリオット・ミサイルは近接信管弾頭を搭載して設計されたが、これは目標に命中する直前に爆発し、ミサイルの前方に破片を放射状に発射することで、目標を破壊または無力化するように設計されている。目標の質量中心の破壊を目的とするこの設計は航空機を想定したもので、戦術弾道ミサイルの場合、速度がはるかに速いことと、弾頭が機首にあることから、パトリオットは近接融合弾頭に存在する遅延のためにスカッドの尾部に近いところに命中することがほとんどで、そのためミサイルの弾頭を破壊することができず、地上落下することが多かった。
この証言やその他の証拠に対して、下院政府運営委員会立法・国家安全保障小委員会の職員は、「パトリオット・ミサイル・システムは、米国国民が信じていたような湾岸戦争での華々しい成功ではなかった。パトリオットが湾岸戦争中にイラクが発射したスカッドミサイルを数発以上命中させたことを証明する証拠はほとんどなく、これらの交戦にさえ疑問がある。国民と議会は、戦争中と戦争後に政権とレイセオンの代表が発表した成功の断定的な声明に惑わされた」と報告した。

### イラク侵攻（2003年）
パトリオットは2003年に2度目となるイラク派兵を行い、今度はイラクの自由作戦を遂行する部隊に防空・ミサイル防衛を提供した。パトリオットPAC-3、GEM、GEM+ミサイルはいずれも非常に高い成功率を示し、アル・サムード2およびアバビル100戦術弾道ミサイルを迎撃した。システムはクウェートとイラクに展開し、PAC-3とPAC-2 GEMを使用して多くの地対地ミサイルを破壊することに成功した。
一方でパトリオット・ミサイル・システムは3件の友軍誤射に関与した。
- 2003年3月23日、イギリス空軍のトーネード戦闘機が撃墜され、ケビン・バリー・メイン中尉（パイロット）とデイヴィッド・リース・ウィリアムズ中尉（ナビゲーター/WSO）の両乗組員が死亡した。
- 2003年3月24日、米空軍のF-16CJファイティング・ファルコンは、パトリオット・システムのレーダーにロックオン（発射準備）されたため、F-16CJがパトリオット・システム発射機に対レーダーミサイルHARMを発射した。同機は空戦作戦中であり、バグダッド近郊の任務に向かう途中であったため、パイロットはこれをイラクの地対空ミサイル・システムと誤認した。HARMは死傷者を出すことなくパトリオットのレーダーシステムを破壊した[22][23]。
- 2003年4月2日、2発のPAC-3ミサイルが米海軍F/A-18ホーネットを撃墜し、第5空母航空団VFA-195のネイサン・D・ホワイト中尉が死亡した[101][102]。

### サウジアラビア
2015年6月、サウジアラビア主導のイエメン内戦への軍事介入に対抗して、反政府勢力フーシがサウジアラビアに向けて発射したスカッドミサイルをパトリオットで撃墜した。 2015年8月にもジーザーン州の発電所に向けて発射されたスカッドをパトリオットで迎撃した。
2016年10月、メッカに向けて発射された長距離弾道ミサイルをパトリトオットで迎撃したと、サウジアラビア政府が発表した。情報筋によると、ミサイルの標的はメッカの北西65km（40マイル）にあるジェッダのキング・アブドゥルアジーズ国際空港の空軍基地であったという。
2018年3月には、イエメンから発射されたと見られるミサイルが、リヤド上空でパトリオットによって迎撃された。ミサイル専門家の1人は、サウジアラビアのパトリオット防衛の有効性に疑問を投げかけた。1つの迎撃ミサイルは発射直後に爆発し、もう1つはリヤドに向かって空中で「Uターン」したと指摘した。
2019年9月、サウジアラビアが運用する6個大隊のパトリオット・ミサイル・システムは、アブカイク・フライス攻撃の際、複数の無人機と巡航ミサイルと疑われるミサイルによる攻撃から石油施設を守ることができなかった。

### イスラエル
イスラエル防空司令部は、イスラエルのアップグレードを施したMIM-104Dパトリオット（PAC-2 GEM+）を運用している。イスラエル国防軍のパトリオットシステムの呼称は「ヤハロム」（ヘブライ語：יהළום、ダイヤモンド）である。

#### プロテクティブ・エッジ作戦（2014年）
2017年7月、プロテクティブ・エッジ作戦においてハマスが発射した2機の無人航空機をパトリオットで迎撃し破壊した。

#### シリア内戦（2014年）
2014年8月、シリアの無人航空機がゴラン高原上空のイスラエル領空に侵入した後、クネイトラ付近でイスラエル防空司令部のMIM-104Dパトリオットミサイルによって撃墜された。 2014年9月、シリア空軍のSu-24が同様の状況で撃墜された。
2016年7月、ロシアのメディアによると、イスラエルのパトリオットミサイル2発がシリアから発射されたドローンを取り逃がした。 イスラエル防空司令部はパトリオットミサイル2発を発射したが、目標を破壊することはできなかった。ロシア・トゥデイは、ドローンはイスラエル領空に4キロ侵入し、シリアに戻ったと述べている。
2017年4月には、シリアのUAVが、標的に対して2発のミサイルを発射したイスラエルのパトリオット砲台によって撃墜された。 2017年9月には、ヒズボラの諜報ドローンがゴラン国境を通ってイスラエルに侵入しようとして撃墜された。
2018年6月、シリアからイスラエルに接近してきたドローンに対して、イスラエルのパトリオットミサイルが1発発射された。ミサイルは目標を外れ、ドローンはシリアに引き返した。
2018年7月11日午後、イスラエルのパトリオットミサイルが、シリアからイスラエルに接近していた無人機を撃墜した。
2018年7月13日午後、イスラエルのパトリオットミサイルがシリアからイスラエルに接近していた無人機を撃墜した。

### ウクライナ
2022年12月21日、アメリカのジョー・バイデン大統領はロシアによる侵攻を受けているウクライナにパトリオットを供与すると表明した。ドイツ、オランダもウクライナへの供与を表明し、計3基のパトリオットが供与されることとなった。オクラホマ州の米軍基地でウクライナ兵にパトリオットの操作に習熟する訓練が行われる。
2023年5月6日、ウクライナ空軍は、パトリオットを用いることによってロシアの極超音速空対地ミサイル（空中発射弾道ミサイル）「キンジャール」の迎撃に初めて成功したと発表した。
2023年5月13日、ウクライナ空軍はパトリオットを用いてロシア西部ブリャンスク州を飛行中のロシア軍ヘリコプター2機と戦闘機2機を撃墜したと、7月3日で公開した動画で明らかにした。4機はほぼ同時に墜落し、乗員全員が死亡したとされる。パトリオットによる越境攻撃の確認は初めてとなる。

## 運用国

### 現在の運用国
- バーレーン – PAC-2, PAC-3 MSE
- ドイツ – 2024年時点で、ドイツ空軍が30基のPAC-3を保有[45]。
- ギリシャ – 2024年時点で、ギリシャ空軍が36基のPAC-2を保有[46]。
- イスラエル – PAC-2
- 日本 – PAC-2, PAC-3 MSE[47]
- ヨルダン – PAC-2
- カタール – PAC-2, PAC-3 MSE。2023年時点で、カタール空軍は34基のPAC-3 MSEを保有[48]。
- クウェート – PAC-2, PAC-3
- オランダ – 2024年時点で、オランダ陸軍が18基のPAC-3を保有[49]。
- ポーランド – PAC-2, PAC-3 MSE
- ルーマニア – PAC-2, PAC-3 MSE
- サウジアラビア – PAC-2, PAC-3
- スウェーデン – PAC-2, PAC-3 MSE
- スペイン – PAC-2
- 韓国 – PAC-2, PAC-3
- 台湾 – PAC-2, PAC-3, PAC-3 MSE
- アメリカ合衆国 – PAC-2, PAC-3, PAC-3 MSE
- アラブ首長国連邦 – PAC-2, PAC-3

- ウクライナ - PAC-2（アメリカ・ドイツから2セット供与）[50]出典：[51][52][53][54][55][56]

### 調達予定国
- スイス – PAC-2, PAC-3 MSE[57][58]
- モロッコ - PAC-3[59][60]

### 在日米軍
在日米軍では、2006年10月、在日米軍再編合意に基づき沖縄県の嘉手納空軍基地と嘉手納弾薬庫地区に、テキサス州フォート・ブリスからPAC-2弾およびPAC-3弾を装備する米陸軍第1防空砲兵連隊第1大隊（第1-1防空砲兵大隊）が移駐した。指揮・統制はハワイ州フォート・シャフターに所在する第94米陸軍防空ミサイル防衛コマンドが行う。人員約600人の同大隊は4個砲兵中隊を有しており、発射機（M901とM902）は1個中隊6機編成で計24機が配備されている。

### 韓国
韓国では2002年から、韓国空軍のナイキ・ハーキュリーズの後継となる長距離地対空ミサイルを選定する韓国長距離地対空ミサイル計画（SAMX）を始めた。その中でPAC-3の導入を検討していたが、レイセオン社の提示した価格が3兆4,000億ウォンという高額だったため断念した。その後、2007年にドイツ空軍が軍縮により余剰となったPAC-2を1兆500億ウォンで購入することが決定し、中古のPAC-2発射機48基とレーダーを購入した。レイセオン社によるシステム改良を経て、2008年から配備されている。
2015年、パトリットシステムのPAC-3 conf.3への改修を開始、2020年12月に完了した。また124発のPAC-3ミサイルも購入し、既存のPAC-2 GEMTと併用して配備している。

### 台湾
台湾では、中国の短距離・中距離弾道ミサイルに対抗するため台湾空軍がパトリオット・システムを運用している。1997年にPAC-2の配備を開始、2007年からPAC-3への改修を実施している。
2021年時点で400発以上のPAC-3ミサイルを配備しており、2021年1月にはPAC-3MSEの調達を決定。2026年までに配備完了を予定するなど弾道ミサイル防衛を強化している。一方で中国は、台湾を射程に収める短距離弾道ミサイルなどを多数保有しており、パトリオットの対処能力を上回る飽和攻撃に対しては、有効な対処手段が乏しいとみられる。
なお、パトリオットミサイルの中国語訳は英語名からの逐語訳で「愛國者飛彈」とされている。

### 日本での運用
日本では、ロッキード・マーティンとRTXコーポレーションのライセンスの下、三菱重工がパトリオット・ミサイルを製造している。パトリオットは導入した国によって管轄する軍種が異なり、陸軍所管の国と空軍所管の国に分かれているが、日本では空軍にあたる航空自衛隊の管轄となっており、航空自衛隊の高射部隊のみが装備している。

#### PAC-2の配備

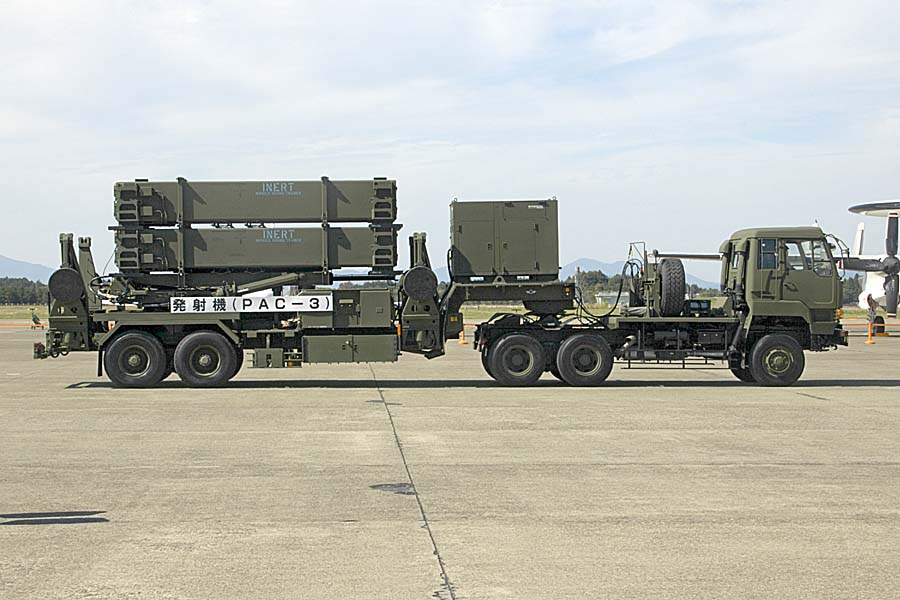
航空自衛隊のM902発射機

日本ではナイキJ（ナイキ・ハーキュリーズの非核仕様限定弾）の後継として、1984年12月の国防会議で導入を決定。1989年（平成元年）度から航空自衛隊の高射部隊に地対空誘導弾ペトリオットとして配備が開始された。高射教導隊を皮切りに1996年（平成8年）度に全国への配備が完了した。実動部隊の6個高射群24個高射隊（各高射隊は5機の発射機を有す）と教育支援部隊の高射教導隊が、北は長沼町（北海道）から南は南城市（沖縄県）にかけて配置されている。
自衛隊の装備としては、航空機に対する迎撃任務に加えて対弾道弾迎撃装備としても位置づけられており、海上自衛隊のイージス艦の迎撃ミサイルで万が一に打ち漏らした場合に、配備位置から数十キロメートル程度の範囲内で高度数十キロメートルの上空で迎撃する役割を担っている。

#### PAC-3の配備
弾道ミサイル迎撃用のPAC-3については、米国において弾道ミサイル防衛（BMD）対応のPAC-3弾が開発を完了した後、日本では日本版BMDの1つとして、2007年3月30日に埼玉県の航空自衛隊入間基地に所在する第1高射群第4高射隊に最初に配備された。当初は3個高射群（第1（入間）・第2（春日）・第4（岐阜）に限定して配備する計画であったが、北朝鮮の弾道ミサイルの脅威に対応すべく他の3個高射群にも配備することが決定、2014年度に全6個高射群への配備が完了した。（PAC-3/Config.2形態からPAC-3/Config.3への改修）。副次的産物として、異なる2形態のシステムを維持管理するよりも、補用部品の調達一本化や隊員の教育などの面で有利である。
PAC-3/Config.3形態が配備される各高射隊の発射機5機のうち2機がPAC-3弾の搭載・運用に対応（M902発射機）し、3機（M901）は従来のPAC-2ファミリー弾（種類が多いためPrePAC-3弾と呼ばれる）のみに対応する（ただし、ECSがPAC-3/Config.3化され、発射機制御装置がDLTからDLUへ改修となったため、M901はDLUに対応しつつもPAC-3弾には対応しないPAC-3/Config.3形態の発射機と言える）。なお、M902発射機はPAC-3弾とPrePAC-3弾の両者に対応するが、混載運用はできない（物理的には混載できるが、システムとして同時運用は不可（ミサイル収納キャニスターに接続するケーブルが異なるなどの理由による。米国のM902発射機も同様）。

#### PAC-3 MSEの配備
2013年12月に閣議決定された中期防衛力整備計画（平成26年度〜平成30年度）及び2019年12月に閣議決定された中期防衛力整備計画（平成31年度〜平成35年度）では、PAC-3 MSEの導入が明記された。2016年年度より従来のPAC-3をPAC-3 MSEに順次改修しており、2020年6月には 習志野（千葉県）、浜松（静岡県）、芦屋（福岡県）、築城（同）の４基地に配備したことが公表された(部隊名は公表せず)。2022年12月に閣議決定した防衛力整備計画でも、数値目標の記載はないが「必要な数量を早期に整備する」としている。
2022年度までに、全28個高射隊がPAC3-MSEに改修された。

#### 北朝鮮ミサイル発射対応
2009年3月7日、北朝鮮によるミサイル発射実験の通告に対し、弾道ミサイルが日本の領土・領海に落下する事態に備え、自衛隊法82上第3項に基づく初の弾道ミサイル破壊措置命令が発令された。発令を受け、PAC-3は、ミサイルの発表予定軌道に近い岩手県の2か所（岩手駐屯地（滝沢村）、岩手山中演習場（八幡平市、滝沢村）と秋田県の3か所（秋田駐屯地（秋田市）、新屋演習場（同）、航空自衛隊加茂分屯基地（男鹿市）に、浜松基地から清水港などを経由する経路で配備された。また、市ヶ谷駐屯地、朝霞駐屯地、習志野駐屯地へも移動配備された。入間基地から朝霞駐屯地と市ヶ谷駐屯地、習志野駐屯地から市ヶ谷駐屯地、霞ヶ浦分屯基地から朝霞駐屯地へと移動した。（4月5日に発射されるも追尾・解析の結果、日本へ落下しないことから迎撃は行われず） 
2016年8月3日、発射の兆候が掴みにくい移動式発射台でノドンが発射され、秋田県男鹿半島の西およそ250キロの地点に落下した事を受け、防衛省はそれまで兆候を掴んでから出していた破壊措置命令を常時発令する体制に変更し、防衛省の敷地内にPAC-3・日本海にイージス艦を配備することになった。2016年8月8日、稲田朋美防衛大臣が破壊措置命令を発令し、以後、破壊措置命令は持続的に命令を出しておく「常時発令」とし、3ヶ月毎に更新する態勢にした。これを受け、PAC-3は24時間体制で迎撃準備に当たっている。

#### ライセンス元のアメリカへの輸出
2024年7月28日、防衛省は航空自衛隊が保有するパトリオットを米軍に売却する契約を結んだと発表した。契約額は30億円ほど。米軍はロシアの侵略を受けたウクライナへの軍事支援でパトリオットの在庫が不足しており、日本が補う。政府は2023年に防衛装備移転三原則の運用指針を改正し、ライセンス生産の装備品について完成品も含めてライセンス元の国に移転することを可能としていた。

#### 今後の発展
自衛隊としては、パトリオットシステム自体が1個高射隊あたり4-8個射撃装置の管制が可能である事から、現状5+1基の発射機増勢が政治的に決断されれば1個高射隊単体で3箇所から有線での連接で首都圏枢要部程度（1,000 km2、20 km×50 km程度の防御範囲×16）の面積に対して36-48目標（1目標2弾迎撃）対応可能な編成を取れるシステム冗長性を保持している。また、現在では、あえて逆に1高射隊の発射装置LSを4基に抑えて全24高射隊での弾道弾迎撃を可能とする体制の構築が図られている（200km²程度の防御範囲×48）。
1. 従来：6個高射群、24高射隊（発射装置120基）
2. 更新：6個高射群、16高射隊（発射装置120基（PAC-3用発射装置32基＋従来型発射装置88基）
3. 現在[いつ?]6個高射群、24高射隊（発射装置96基（PAC-3用発射装置48基＋従来型発射装置48基）※従来型の整備の追求予定

21世紀初頭より登場した超音速、極超音速ミサイルと弾道をプログラム可能なミサイルの登場によりパトリオットシステムの20 km程度の射程は迎撃準備すら困難になる可能性がある。前者に対しては常時起動していない（戦闘機等のコンピュータも同様であるが）パトリオットシステムは配備地であっても場合によっては（特に奇襲）撃つ前段階から迎撃失敗が確定しうる。後者に対しては迎撃予想が困難であり発射できない可能性がある。

## その他
- 湾岸戦争時、スカッドミサイルの迎撃を主に担っていたため、レイセオン社の一部の社員が、「スカッドバスターズ」と印刷された服を着用していた。

### 米軍の構想
- ABL（YAL-1）空中発射レーザーによる遠中距離防衛、THAADミサイルとイージス艦発射のSM-3による中近距離防衛、味方陣地上空でのパトリオットミサイルPAC-3による短距離防衛、という多重防衛構想がある。THAADミサイル（終末高高度防衛ミサイル、Terminal High Altitude Area Defense missile、サードミサイル）の性能が計画通りであれば、パトリオットミサイルPAC-3の位置をTHAADミサイルが取って代わるかもしれない。米軍はこの防衛構想の一部として、現在[いつ?]、Xバンド・レーダーを世界中に展開設置しており、イージス艦のフェーズド・アレイ・レーダーやDSP衛星、Navstar GPS衛星と共に地球規模での弾道ミサイル発射探知システムを完成させつつある。
- パトリオットミサイルPAC-3の射程延長を中心とする改良版計画、中距離拡大防空システム（Medium Extended Air Defense System, MEADS）がPAC-3の後継として開発されていた。しかし開発コストとの増大と配備予定の延期が相次いだため、米国は2011年に計画の破棄を発表した[75]。

## 登場作品

### 映画・テレビドラマ
『S -最後の警官- 奪還 RECOVERY OF OUR FUTURE』
航空自衛隊のアンテナ・マスト車のみが登場。冒頭にて品川で行われた、SAT・陸上自衛隊・NPS・航空自衛隊による合同訓練に参加しており、アンテナ・マストを展開して警察・自衛隊間の通信を支援する。
撮影には第1高射群第2高射隊所属車両が使用されている。
『ガメラ3 邪神覚醒』
第4高射群第14高射隊のPAC-2が登場。近畿地方上空でイリスを追撃するガメラに対して、白山分屯基地から2発が発射され全弾が命中。撃墜することはできなかったものの、バランスを崩して速力を低下させる程のダメージを与える。しかし、そのためにイリスの京都侵入を許すことになる。
撮影には実物が使用されており、アメリカ合衆国ニューメキシコ州のホワイトサンズ射場で行われた、実弾演習を撮影した映像が使われている。
『ゴジラシリーズ』
『ゴジラvsビオランテ』
自衛隊の架空兵器として「92式ペトリオットGシステム特車」が登場。牽引車と発射機のみで運用可能な上、対地射撃を可能としている。作中では、「サンダービーム作戦」を支援するために出動し、若狭でメーサー車や90式戦車などとともにゴジラに対して使用されるが、ビオランテの触手によって破壊される。
『ゴジラvsキングギドラ』
台詞上でのみ登場。ゴジラの北海道への上陸を受けて、長沼分屯基地のものが射撃準備を命じられる。
『怪獣プラネットゴジラ』
国連Gフォースの装備として登場。74式特大型トラックの荷台にPAC-2のランチャーの下半分のみが乗せられたような架空仕様となっている。作中では、東京駅を破壊するゴジラに対して使用される。
『幻星神ジャスティライザー』
第50話に国防軍の装備として登場。フレイトライナー・FLBに荷台を設け、そこにランチャーを搭載した半架空兵器となっている。作中では、軌道上から降下してくるダルガ帝国のデストボーグ「ブルガリオ」群の迎撃に使用されるが、数機を撃墜するものの突破されてしまう。
『空飛ぶ広報室』
第5話に第1高射群のPAC-3が登場。機動展開訓練の際に帝都テレビのディレクターである主人公が取材を行うが、その際に軽微な接触事故を起こす。
『世にも奇妙な物語 '01春の特別編』
第350話「太平洋は燃えているか?」にアメリカ軍のものが登場。米本土爆撃行の最中に1945年から2001年へとタイムスリップしてきた日本軍の重爆撃機「雷神」を迎撃すべく発射されるが、レシプロ機である雷神の速度に対応できず、急降下によって回避される。

### アニメ・漫画
『FUTURE WAR 198X年』
東西ドイツ国境の戦車戦では、NATO軍のパトリオットミサイルがソ連軍のシュトゥルモヴィークを撃墜するが、別の機体の機銃掃射で壊滅する。その後、ソ連爆撃機の飛来に対して、航空自衛隊のパトリオットミサイルが百里・三沢の各基地に展開する。
『蒼き鋼のアルペジオ -アルス・ノヴァ-』
第1話に佐賀県宇宙センターのミサイル防衛システムとして大量の発射機が登場。「霧の艦隊」のナガラ型のミサイルを迎撃する。
『ささみさん@がんばらない』
アニメ版第3話に月読神社の私設軍隊の装備として登場。池の中から発射機が飛び出して展開する。
『ジオブリーダーズ』
航空自衛隊のE-2C ホークアイ早期警戒機が探知した、「化け猫」にハイジャックされた旅客機を迎撃する。
『第2次朝鮮戦争 ユギオII』
小林源文の漫画。韓国軍の装備として登場し、韓国首都ソウルを爆撃する北朝鮮軍のIl-28爆撃機を迎撃する。
『東のエデン』
第11話に航空自衛隊のPAC-3が登場。あたご型護衛艦から主要政令都市に向けて発射されたトマホーク巡航ミサイルを迎撃する。
『ヨルムンガンド』
HCLIが紛争中の東欧某国に売り込む商品として登場する。取引を行い、パトリオットの配備が確認された後、わずか1日で紛争が終結する。

### 小説
『迎撃せよ』
第1高射群第4高射隊のPAC-3が登場。市ヶ谷駐屯地の敷地内に展開し、テロリストに奪われたF-2戦闘機から発射されたASM-3空対艦ミサイルを迎撃する。
『超時空世界大戦』
航空自衛隊のものが登場。ナチス・ドイツが世界制覇間近という異なる歴史を歩む別世界に転移してしまった日本において、大陸から飛来するV2ロケットの迎撃に使用される。
『日本北朝鮮戦争 竹島沖大空海戦』
北朝鮮から発射されたノドンIIを迎撃するために展開する。

### ゲーム
『Wargame Red Dragon』
NATO陣営のアメリカ軍デッキで使用可能な対空兵器としてPAC-2が登場する。
『エースコンバット アサルト・ホライゾン』
ワシントンD.C.の高速道路上にPAC-3が展開し、アメリカ海軍のタイコンデロガ級ミサイル巡洋艦、アメリカ空軍の戦闘機部隊とともにTu-160 ブラックジャック爆撃機を迎撃するが、撃墜された機体がそのまま突っ込んできたため、部隊は壊滅してしまう。
『ゴジラ-GODZILLA-』『ゴジラ-GODZILLA-VS』
Gフォース所属の架空兵器として「92式ペトリオットGシステム特車」が登場。災害レベル2以上で出動し、プレイヤーが操作する怪獣に攻撃を加える。また、架空兵器である「フルメタルミサイル」の発射が可能になっている。
『バトルフィールド バッド カンパニー2』
マルチプレイの一部マップのアメリカ軍勝利デモムービーに登場するが、何故かロシア海軍の巡洋艦に向けて発射している。
『Broken Arrow』
アメリカ軍デッキにて装甲旅団編成及びストライカー騎兵旅団編成にて使用可能な対空兵器としてPAC-2、PAC-3、PAC-3 MSEが登場する。